# Сохта (река)
Сохта — река в России, протекает в Харовском районе Вологодской области. Устье реки находится в 97 км по левому берегу реки Уфтюга. Длина реки составляет 10 км.
Сохта вытекает с западной стороны озера Лесное, расположенного в 7 км к северо-западу от деревни Поповка (центра Азлецкого сельского поселения). Течёт на запад, крупных притоков не имеет. По берегам деревни Азлецкого сельского поселения: Вахруниха, Дружинино (левый берег); Тимониха, Лобаниха, Алферовская, Гридинская (правый берег).
Сохта впадает в Уфтюгу выше деревни Крутец.

## Данные водного реестра
По данным государственного водного реестра России относится к Двинско-Печорскому бассейновому округу, водохозяйственный участок реки — озеро Кубенское и реки Сухона от истока до Кубенского гидроузла, речной подбассейн реки — Сухона. Речной бассейн реки — Северная Двина.
По данным геоинформационной системы водохозяйственного районирования территории РФ, подготовленной Федеральным агентством водных ресурсов:
- Код водного объекта в государственном водном реестре — 03020100112103000005184
- Код по гидрологической изученности (ГИ) — 103000518
- Код бассейна — 03.02.01.001
- Номер тома по ГИ — 03
- Выпуск по ГИ — 0